# 해 (사주팔자)
해(害)는 두 지지가 서로 육합(六合)하는 관계를 맺을 때, 그 육합의 관계를 방해하는 것이다.

## 해의 종류
해의 관계를 찾는 방법은 한 지지와 육합 관계를 가지는 지지를 충(沖)하는 지지이다. 명리학에 있어서 육합으로는 자축합(子丑合), 인해합(寅亥合), 묘술합(卯戌合), 진유합(辰酉合), 사신합(巳申合), 오미합(午未合)이 있다. 충으로는 자오충(子午沖), 축미충(丑未沖), 인신충(寅申沖), 묘유충(卯酉沖), 진술충(辰戌沖), 사해충(巳亥沖)이 있다. 이 두 가지를 합친 것이 해(害)이다. 해의 종류는 다음과 같다.
| 지지 1 | 지지 2 | 설명 |
| ------ | ------ | --- |
| 子     | 未     | 자수(子水)는 축토(丑土)와 육합 관계를 가지고, 축토는 미토와 충 관계를 가진다. 미토(未土)는 오화(午火)와 육합 관계를 가지고, 오화는 자수와 충 관계를 가진다. 따라서 자수와 미토는 서로 해 관계를 가진다. |
| 丑     | 午     | 축토(丑土)는 자수(子水)와 육합 관계를 가지고, 자수는 오화와 충 관계를 가진다. 오화(午火)는 미토(未土)와 육합 관계를 가지고, 미토는 축토와 충 관계를 가진다. 따라서 축토와 오화는 서로 해 관계를 가진다. |
| 寅     | 巳     | 인목(寅木)은 해수(亥水)와 육합 관계를 가지고, 해수는 사화와 충 관계를 가진다. 사화(巳火)는 신금(申金)과 육합 관계를 가지고, 신금은 인목과 충 관계를 가진다. 따라서 인목과 사화는 서로 해 관계를 가진다. |
| 卯     | 辰     | 묘목(卯木)은 술토(戌土)와 육합 관계를 가지고, 술토는 진토와 충 관계를 가진다. 진토(辰土)는 유금(酉金)과 육합 관계를 가지고, 유금은 묘목과 충 관계를 가진다. 따라서 묘목과 진토는 서로 해 관계를 가진다. |
| 申     | 亥     | 신금(申金)은 사화(巳火)와 육합 관계를 가지고, 사화는 해수와 충 관계를 가진다. 해수(亥水)는 인목(寅木)과 육합 관계를 가지고, 인목은 신금과 충 관계를 가진다. 따라서 신금과 해수는 서로 해 관계를 가진다. |
| 酉     | 戌     | 유금(酉金)은 진토(辰土)와 육합 관계를 가지고, 진토는 술토와 충 관계를 가진다. 술토(戌土)는 묘목(卯木)과 육합 관계를 가지고, 묘목은 유금과 충 관계를 가진다. 따라서 유금과 술토는 서로 해 관계를 가진다. |

명칭을 부를 때는 자미해(子未害), 축오해(丑午害), 인사해(寅巳害), 묘진해(卯辰害), 신해해(申亥害), 유술해(酉戌害)라고 부른다.

## 같이 보기
- 사주팔자
- 합
- 충
- 형
- 파